# 神戸市警察部
神戸市警察部（こうべしけいさつぶ）は、兵庫県警察が警察法第52条に基づき神戸市に設置している部門（市警察部）。同条では「指定市の区域内における道府県警察本部の事務を分掌させるため、当該指定市の区域に市警察部を置く。」と定められており、政令指定都市である神戸市に設置されている。市警察部長にはノンキャリアのベテラン警視正が就任し、かつ首席監察官も兼務する。